# Mont Teboulo
Le mont Teboulo (en tchétchène Тебул-Мате лам, Tebul-Mate lam, en géorgien ტებულოს მთა, Tebulos mta, en russe Тебулосмта) est le plus haut sommet du Caucase oriental et la plus haute montagne de la république autonome de Tchétchénie, s'élevant à 4 492 mètres d'altitude. Le mont est situé sur la frontière entre la Géorgie (région de Kakhétie) et la Russie (république de Tchétchénie), à l'est du mont Kazbek. Les glaciers de la montagne ne sont pas larges (la superficie totale de tous ses glaciers n'est que de 3 km2).